# Čeněk Bureš
Čeněk Bureš (22. července 1908 Hlinsko – 24. června 1942 Pardubice) byl český autodopravce, účastník protinacistického odboje a vůdčí osobnost skupiny Čenda, spolupracovník výsadku Silver A, popravený nacisty.

## Život
Čeněk Bureš se narodil 22. července 1908 v Hlinsku. Za Protektorátu žil s manželkou Františkou rozenou Boháčovou (* 5. července 1908 Ležáky) v obci Louka, osada Habroveč, Ležáky čp. 23. Živil se jako strojník a autodopravce, vlastnil koncesi na nepravidelnou hromadnou dopravu.
Na začátku okupace založil odbojovou skupinu Čenda, která byla po něm pojmenována. Spoluzakladateli a jeho blízkými spolupracovníky byli vrchní strážmistr z Vrbatova Kostelce Karel Kněz, správce lomu Hluboká Jindřich Vaško se svým bratrem Františkem (nájemcem téhož lomu), strojník lomu Karel Svoboda, ležácký mlynář Jindřich Švanda a jeho švagr Josef Šťulík a účetní Černíkova lomu Miloš Stantejský. Organizace shromažďovala zbraně, pomáhala rodinám zatčených a šířila ilegální tiskoviny.
Poté, co byli v noci z 28. na 29. prosince 1941 vysazeni v Protektorátu parašutisté z výsadku Silver A, se již od začátku roku 1942 členové Čendy zapojili do jejich podpory. Radiotelegrafista Silver A Jiří Potůček vysílal nejprve ze strojovny lomu Hluboká u Ležáků a z Bohdanče. Aby nedošlo k zaměření vysílačky, byla postupně přesouvána i na další místa (do rybářské výzkumné stanice na sádkách u Lázní Bohdaneč, Švandova mlýna v Ležákách, školy v Bohdašíně u Červeného Kostelce a nakonec do osady Končiny u Bohdašína). Čeněk Bureš měl vzhledem ke svému povolání autodopravce k dispozici střídavě několik dopravních prostředků, a byl tak nepostradatelný pro převoz vysílačky Libuše a výměnu nejrůznějších zpráv zejména do Pardubic a zpět.
Po udání Karla Čurdy 16. června 1942 gestapo postupně rozkrývalo síť spolupracovníků Silver A. Kontrolovalo přihlášky k pobytu, hledalo v lomu Hluboká i v ležáckém mlýně. Následovala vlna zatýkání. Dne 24. června 1942 byly Ležáky neprodyšně uzavřeny jednotkami SS a českým protektorátním četnictvem, obyvatelé byli shromážděni u silnice a následně odvezeni do pardubického Zámečku. Osada Ležáky byla vypálena. Ještě téhož večera nacisté zavraždili nedaleko Zámečku ležácké obyvatele. Čeněk Bureš s manželkou patřili mezi ně.

## Připomínky
- Jméno Čeňka Bureše je uvedeno na pomníku Kniha obětí, nacházejícím se v Památníku Ležáky.[7][8]
- Jméno Čeňka Bureše je uvedeno na pomníku, tzv. hrobodomě, na místě domu čp. 23, kde žil Čeněk Bureš s rodinou[9]
- Jméno Čeňka Bureše je uvedeno na památníku obětem 2. světové války u pardubického Zámečku (Pardubičky, ulice Odbojářů).[10]

## Galerie

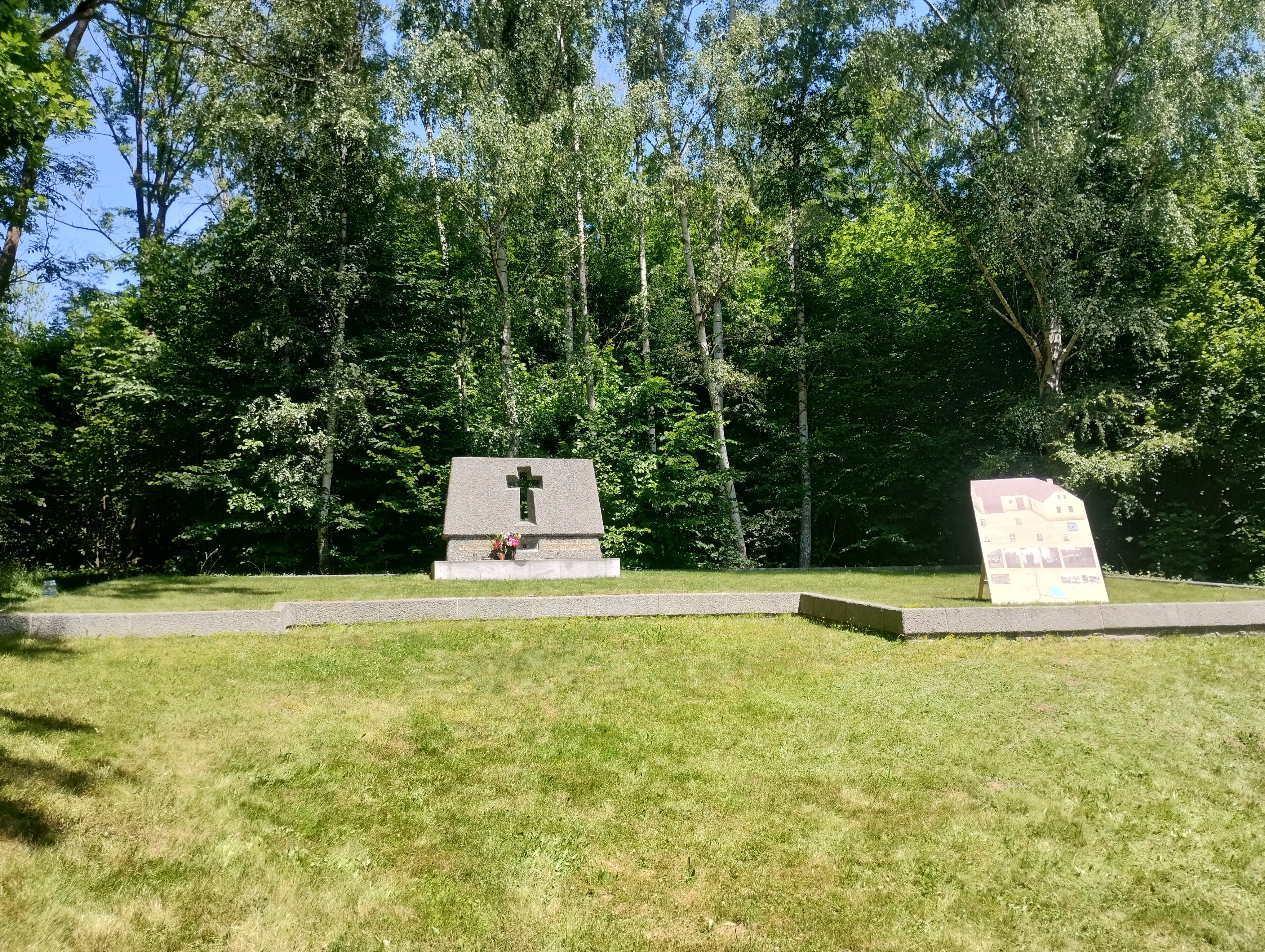
Pomník, tzv. hrobodům, v místě, kde žil Čeněk Bureš v Ležákách v domě čp. 23
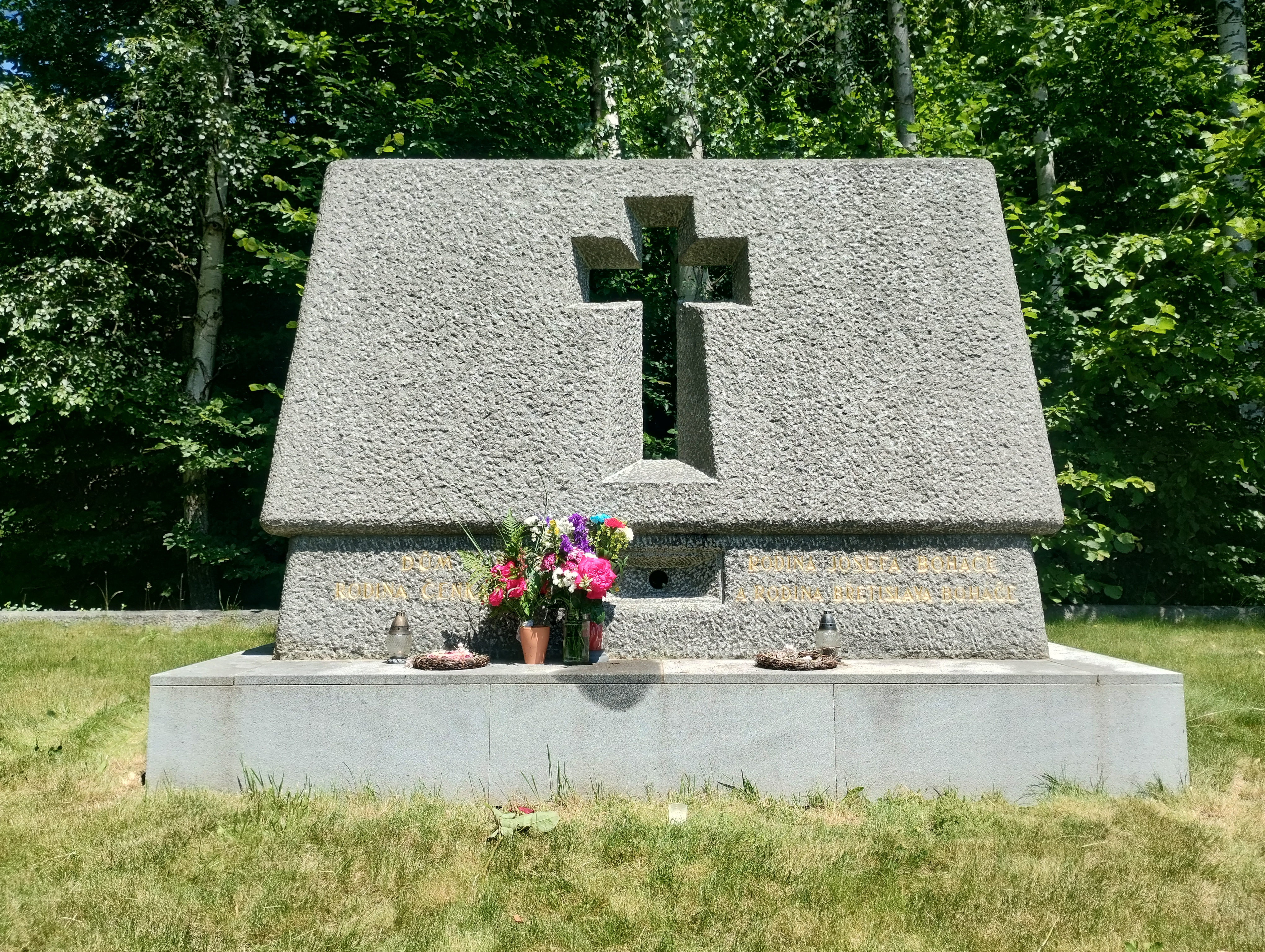
Detail pomníku domu čp. 23
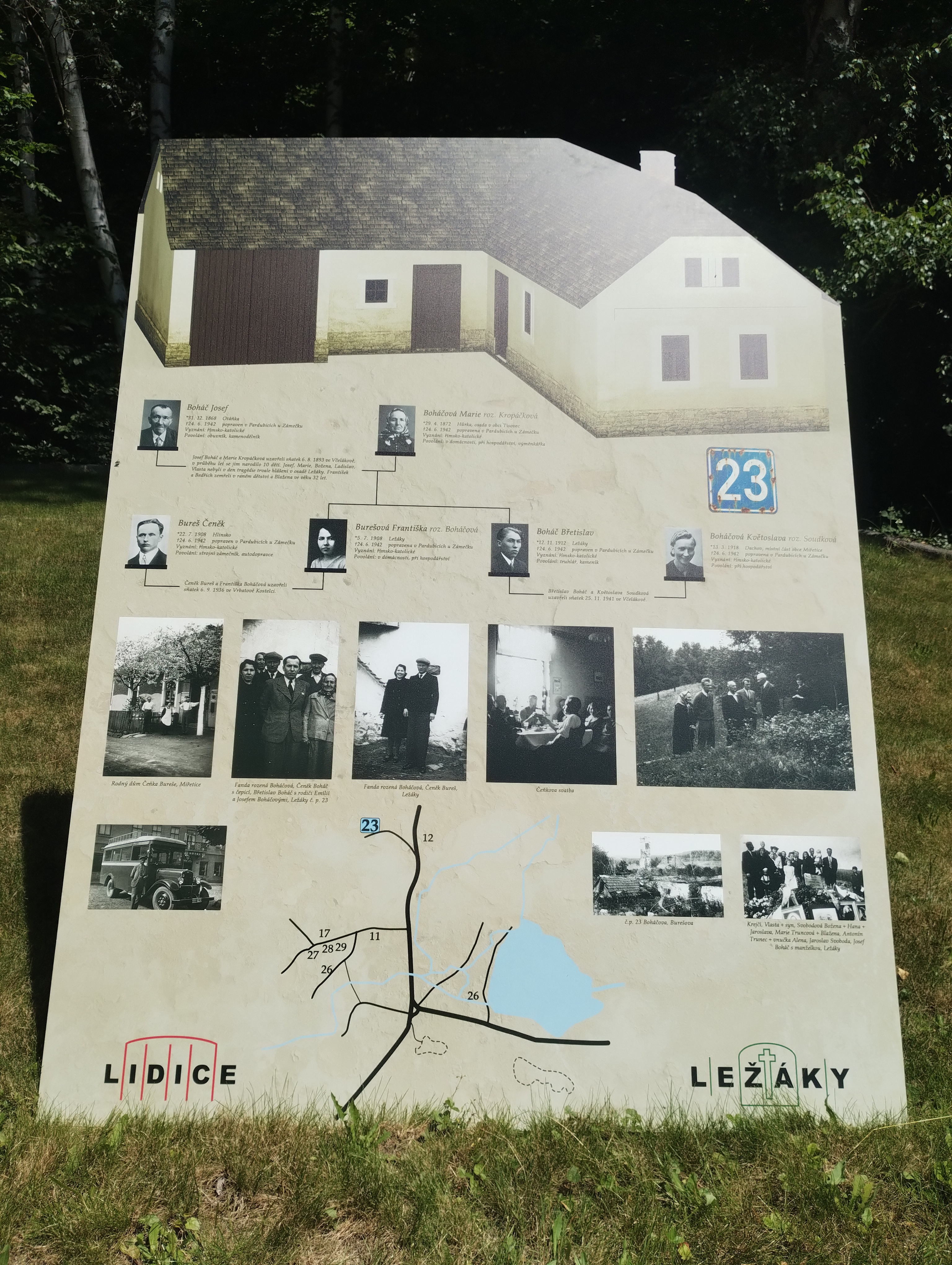
Informační tabule u hrobodomu čp. 23
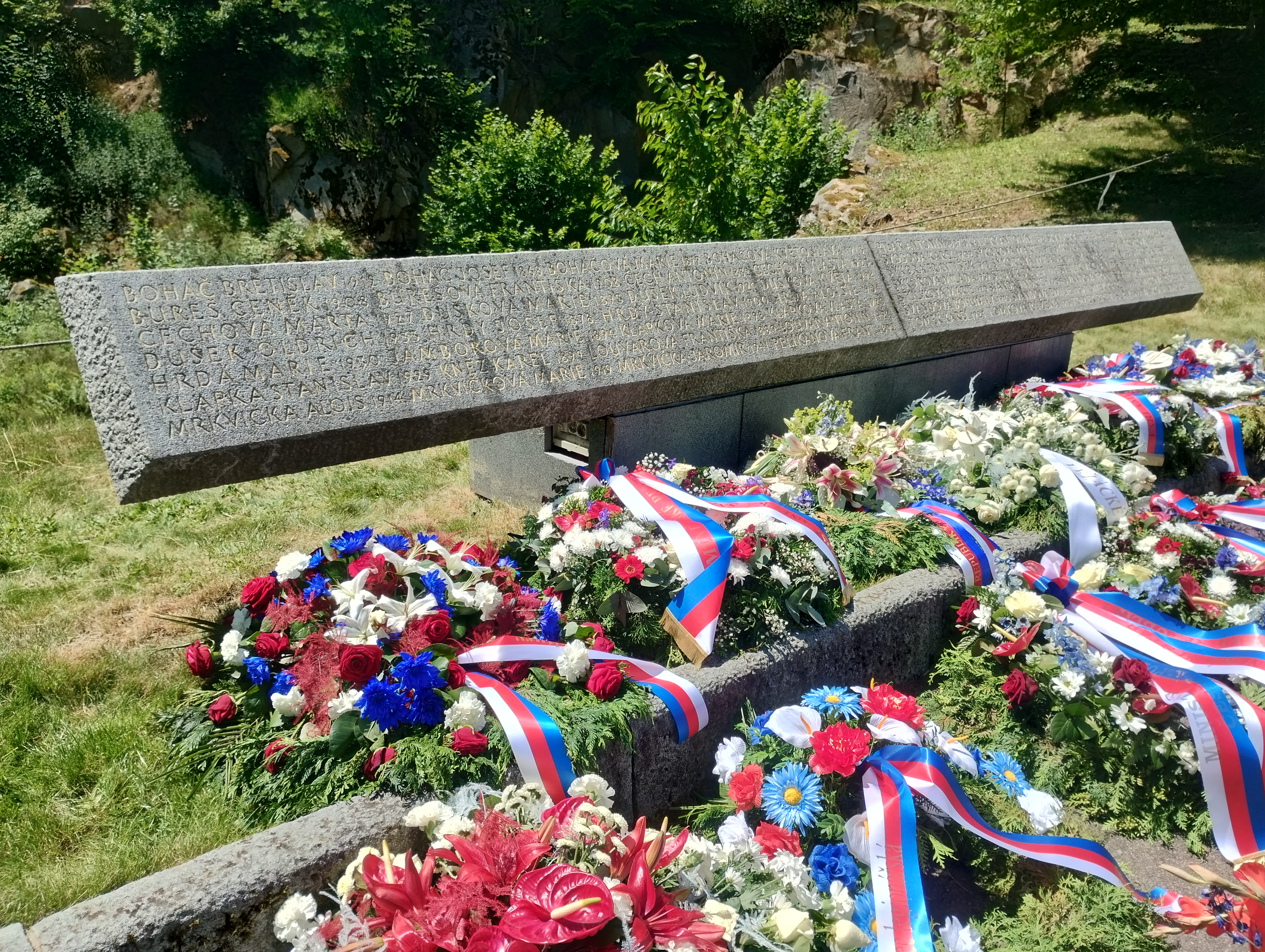
Kniha obětí v Ležákách
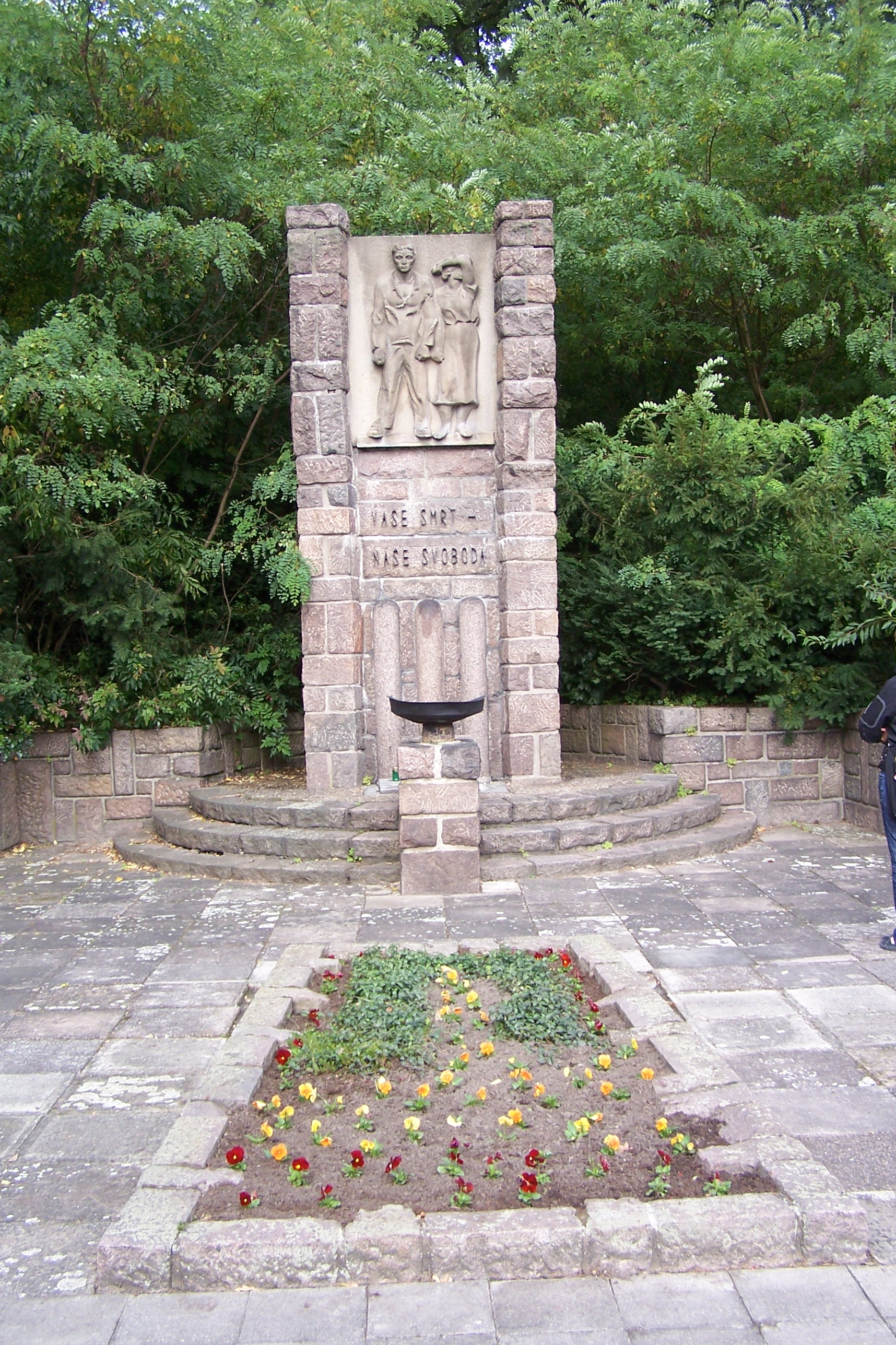
Pomník obětem 2. světové války u pardubického Zámečku